# Sribne, Radîvîliv
Sribne (în ucraineană Срібне) este un sat în comuna Krupeț din raionul Radîvîliv, regiunea Rivne, Ucraina.

## Demografie
Componența lingvistică a localității Sribne
     Ucraineană (99,5%)
     Alte limbi (0,51%)
Conform recensământului din 2001, majoritatea populației localității Sribne era vorbitoare de ucraineană (99,5%), existând în minoritate și vorbitori de alte limbi.